# 毛山森太郎

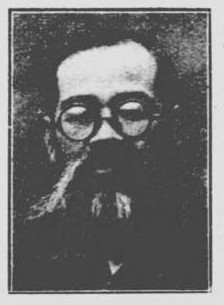
毛山森太郎

毛山 森太郎（けやま もりたろう、1896年〈明治29年〉3月23日 - 1986年〈昭和61年〉6月23日）は、日本の政治家。衆議院議員（1期）。

## 経歴
愛媛県北宇和郡立間村柏木（吉田町を経て現宇和島市）出身。愛媛県立宇和島中学校(現・愛媛県立宇和島東高等学校)中退。農業を営み、立間村助役、同村長、愛媛県議、四国電気(株)重役、同参事会員、北宇和郡畜産組合長、南予乾繭販売利用組合会長となる。
1942年の第21回衆議院議員総選挙では愛媛3区(当時)から翼賛政治体制協議会の推薦を受けて当選する。戦後は日本進歩党に入ったが、推薦議員のため公職追放となった。1951年追放解除。1986年死去。